# 론 서바이버
《론 서바이버》(Lone Survivor)는 2013년 공개된 미국의 전쟁 영화이다.

## 줄거리
2005년 아프가니스탄, 탈레반 지도자 아흐마드 샤를 생포하라는 임무를 받은 네이비씰 팀(마이클 머피, 매튜 액설슨, 대니 디츠, 마커스 러트렐)은 헬기를 타고 목표 지역에 침투한다. 산악 지형으로 인해 통신이 원활하지 않은 상황에서, 팀은 샤를 발견하지만 곧 현지 주민들에게 발각된다. 주민들이 탈레반과 협력한다고 판단한 팀은 고민 끝에 그들을 풀어주지만, 이는 곧 탈레반에게 팀의 위치를 알리는 결과를 초래한다.
탈레반의 추격 속에서 네이비씰 팀은 수적 열세에 몰려 절벽 아래로 뛰어내리지만, RPG 공격에 디츠가 사망한다. 나머지 대원들은 지원을 요청하려 하지만, 머피는 신호 확보를 위해 절벽을 오르다 사망한다. 긴급구조대가 출동하지만, 아파치 지원 없이 도착한 치누크 헬기 중 한 대가 RPG 공격에 격추당하고, 남은 헬기는 퇴각한다. 액설슨은 탈레반에게 포위당해 죽고, 러트렐 또한 중상을 입지만 가까스로 탈출한다.
러트렐은 방황하다 파슈툰족 주민 모하마드 굴랍을 만나 그의 도움으로 탈레반을 피해 숨는다. 굴랍은 다른 마을 주민을 통해 미군 기지에 러트렐의 위치를 알리고, 샤가 마을에 나타나 러트렐을 처형하려 하지만 마을 주민들의 저항에 부딪힌다. 이후 레인저 부대가 도착하여 러트렐을 구조하고, 굴랍에게 감사를 표한다. 영화는 실제 러트렐, 굴랍, 그리고 작전 중 사망한 대원들의 사진과 함께 파슈툰족의 전통적인 명예 규범인 파슈툰왈리에 대한 설명으로 마무리된다.

## 배역
- 마크 월버그 - 마커스 러트럴 역
- 테일러 키치 - 마이클 P. 머피 역
- 에밀 허시 - 대니 디츠 역
- 벤 포스터 - 매슈 액슬슨 역
- 에릭 바나 - 에릭 S. 크리스틴슨 역
- 알렉산더 루드위그 - 셰인 패튼 역

## 같이 보기
- 생존 영화